# Boèce (évêque de Maguelone)
Boèce (ou Boëtius) était évêque de Maguelone à la fin du VIe siècle. Il est le premier évêque de Maguelone identifié avec certitude,.

## Biographie
Il est certifié de manière certaine comme présent au IIe concile de Mâcon le 23 octobre 585.
Vers 587, le roi wisigoth Récarède Ier se convertit au christianisme.Ce roi invita les évêques de son territoire au IIIe Concile de Tolède qui se déoula au mois de mai 589 afin de mettre en place les canons régissant ce changement. Boèce, qui était invité, ne put s'y rendre et délégua à sa place son archidiacre Geniès pour le représenter. À la fin de cette année 589, le 1er novembre, Boèce put se rendre au concile de Narbonne pour recevoir les décrets du IIIe concile de Tolède et y apposer sa souscription.
Sa date de décès est inconnue, mais il aura comme successeur Geniès qui sera mentionné en tant qu'évêque de Maguelone en 597.